# Scytomedes palaestinus
Scytomedes palaestinus är en tvåvingeart som beskrevs av Oskar Theodor 1980. Scytomedes palaestinus ingår i släktet Scytomedes och familjen rovflugor.
Artens utbredningsområde är Israel. Inga underarter finns listade i Catalogue of Life.